# Władimir Małachow (szachista)
Władimir Nailewicz Małachow, ros. Владимир Наильевич Малахов (ur. 27 listopada 1980 w Iwanowie) – rosyjski szachista, arcymistrz od 1998 roku.

## Kariera szachowa
W roku 1992 w Duisburgu zdobył tytuł wicemistrza świata juniorów do lat 12, zaś rok później w Bratysławie - tytuł mistrza świata juniorów do lat 14. W latach 1995 i 1996 zwyciężył w turniejach w Budapeszcie. W roku 1998 wygrał otwarty turniej w Mińsku, natomiast dwa lata później - open w Genui oraz kołowy turniej w Sajanogorsku. W latach 2000 i 2004 dwukrotnie uczestniczył w mistrzostwach świata FIDE rozgrywanych systemem pucharowym, za każdym razem odpadając w II rundzie. W 2003 zdobył srebrny medal na mistrzostwach Europy w Stambule.
W Pucharze Świata 2005 w Chanty-Mansijsku zajął XI miejsce, dzięki czemu wywalczył awans do meczów pretendentów. W 2006 zwyciężył w turnieju rozegranym w Solinie oraz podzielił I m. (wraz z Magnusem Carlsenem i Liviu-Dieterem Nisipeanu) w turniej Bosna w Sarajewie. W 2007 wystąpił w rozegranych w Eliście meczach pretendentów, ale w I rundzie przegrał z Aleksandrem Griszczukiem i nie wywalczył awansu do turnieju o mistrzostwo świata w Meksyku. Podzielił również I m. w turnieju Politiken Cup w Helsingør (wspólnie z Michałem Krasenkowem, Nickiem de Firminem, Gabrielem Sargissianem i Emanuelem Bergiem), sukces ten powtarzając w 2008 (wspólnie z Siergiejem Tiwiakowem, Jurijem Kuzubowem, Peterem Heine Nielsem, Borysem Sawczenko i Jonny Hectorem). W 2009 r. zdobył w Budvie tytuł indywidualnego wicemistrza Europy (w finale przegrywając z Jewgienijem Tomaszewskim), natomiast w 2012 r. w Płowdiwie zdobył brązowy medal mistrzostw Europy.
Najwyższy ranking w dotychczasowej karierze osiągnął 1 lipca 2010 r., z wynikiem 2732 punktów zajmował wówczas 17. miejsce na światowej liście FIDE, jednocześnie zajmując 5. miejsce wśród rosyjskich szachistów.